# Кухарчук Олександр Федорович
Олександр Федорович Кухарчук (* 19 травня 1942, с. Мала Татарнівка, нині Малосілка Бердичівського району Житомирської області —9 жовтня 2018, Бердичів ) — український письменник, юрист

## Біографія
В 1968 році закінчив у Росії Саратовський юридичний інститут (тепер - Саратовська державна академія права).
Працював у Бердичеві слідчим, адвокатом. Член Спілки адвокатів України.
Поезію і прозу почав писати у старших класах середньої школи, окремі його твори  були надруковані в періодичних виданнях. Історичні романи почав писати вже в Незалежній Україні, коли появилась можливість користуватись архівами. За станом на 2017 рік має п'ять  опублікованих романів, деякі з них відзначені літературними преміями. З 2014 року член Національної спілки письменників України.
Жив і творив  в Бердичеві.

## Вибрані твори
Цикл історичних романів «Козацька Русь»:
- «Козацька Русь. Сплюндрована Калина»[3] (2012),
- «Козацька Русь. Неопалима Купина»[3] (2013);
- «Козацька Русь. Полковник Лаврін Капуста»[4] (2014);
- «Козацька Русь. Гетьман Іван Виговський» (2015);
- «Козацька Русь. Кошовий отаман Вовкодав» (2015).

## Літературні премії

Обкладенка книги Олександра Кухарчука із серії «Козацька Русь»

- 2014 — лауреат Всеукраїнської премієї імені Івана Огієнка — за історичні романи «Козацька Русь. Сплюндрована калина» та «Козацька Русь. Неопалима купина» (Житомир.: ПП «Рута», 2012, 2013 р.), в яких присутній аналіз історичних подій козацької доби, через думки головних героїв постає цілісна картина величних перемог і страшних поразок.[5]

- 2018 — лауреат Літературної премії імені Василя Юхимовича[6][7]